# Sphaeroniscus peruvianus
Sphaeroniscus peruvianus är en kräftdjursart som först beskrevs av Gustav Budde-Lund 1885.  Sphaeroniscus peruvianus ingår i släktet Sphaeroniscus och familjen Scleropactidae. Inga underarter finns listade i Catalogue of Life.